# アントンス・イェメリンス
アントンス・イェメリンス（ラトビア語: Antons Jemeļins、1984年2月19日 - ）は、ラトビアの元サッカー選手。元ラトビア代表。現役時代のポジションはDF。

## クラブ歴
2004年にFKリエパーヤス・メタルルグスの下部組織からトップチームに昇格して選手となった。2005年9月21日のヴィルスリーガ・FKリガ戦ではリガを6-0で破ったが、彼も1得点を決めた。なお、リザーブチームでもプレーし2005年は4得点、2006年は2得点を決めている。
2012年にFKスパルタクス・ユールマラに移籍した後、2013年にリエパーヤス・メタルルグスに復帰。
2014年にはFCティラスポリに移籍するが1試合も出場せずに退団。その後、FKアトランタスに在籍した後、FKヴェンツピルスでラトビアに復帰。

## 代表歴
ラトビアU-21代表としてUEFA U-21欧州選手権2006予選に出場経験がある。
2005年11月2日にユリス・アンドレイェフス監督からA代表初招集を受け、12日のベラルーシ代表との親善試合で初出場。
2012年5月にアレクサンドルス・スタルコフス監督からバルティックカップ2012のメンバーとして招集されて代表に復帰。ラトビア代表は同大会で優勝したが、彼の出場機会は巡ってこなかった。

## タイトル

### クラブ
リエパーヤス・メタルルグス
- ヴィルスリーガ: 2005, 2009
- ラトビヤス・カウス: 2006
- バルティックリーグ: 2007

ヴェンツピリス
- ラトビヤス・カウス: 2016-17

### 代表
- バルティックカップ: 2012